# Șiria

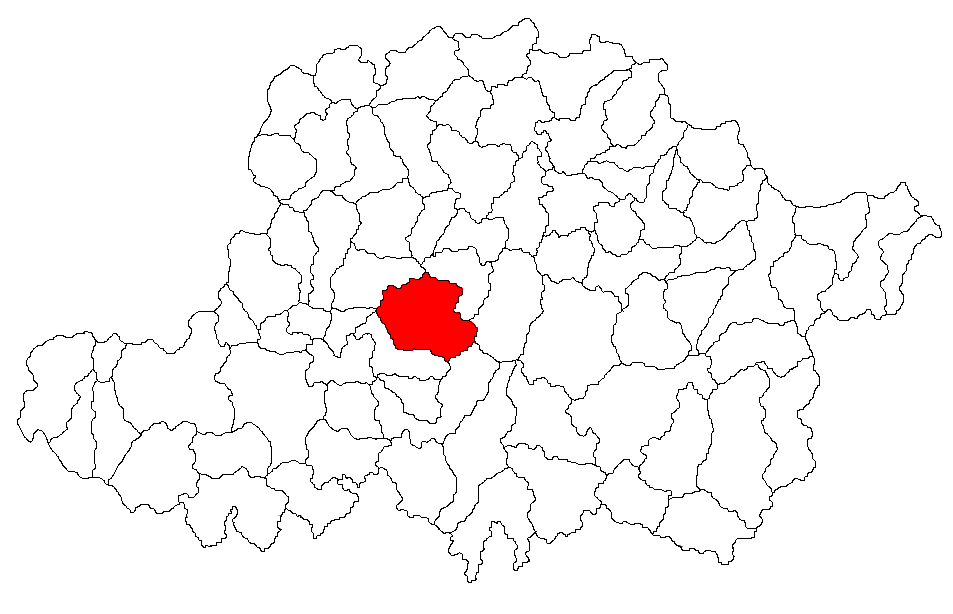
Lage der Gemeinde Șiria im Kreis Arad

Șiria (ungarisch Világos, deutsch Hellburg) ist eine Gemeinde im Kreis Arad, in Rumänien. Zu der Gemeinde Șiria gehören die Dörfer Galșa (Galscha) und Mâsca.

## Geographische Lage
Șiria liegt am Fuße des Zarand-Gebirges, am Rande der Großen Ungarischen Tiefebene, an den Kreisstraßen (Drum județean) DJ 709 und DJ 708B, 25 Kilometer nördlich von Arad.

## Geschichte

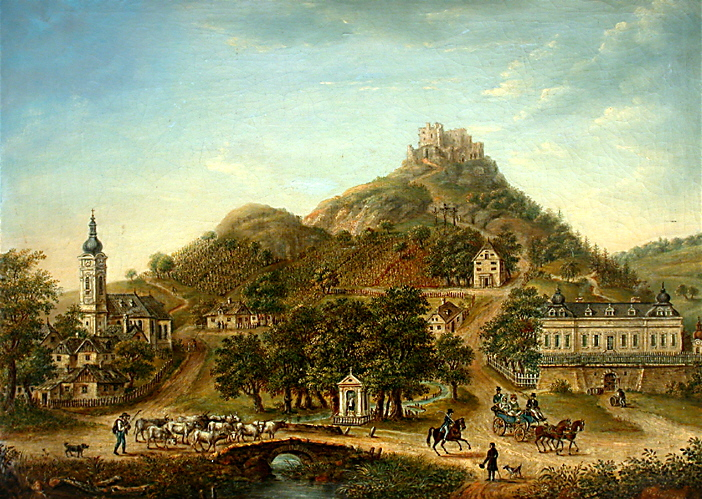
Șiria

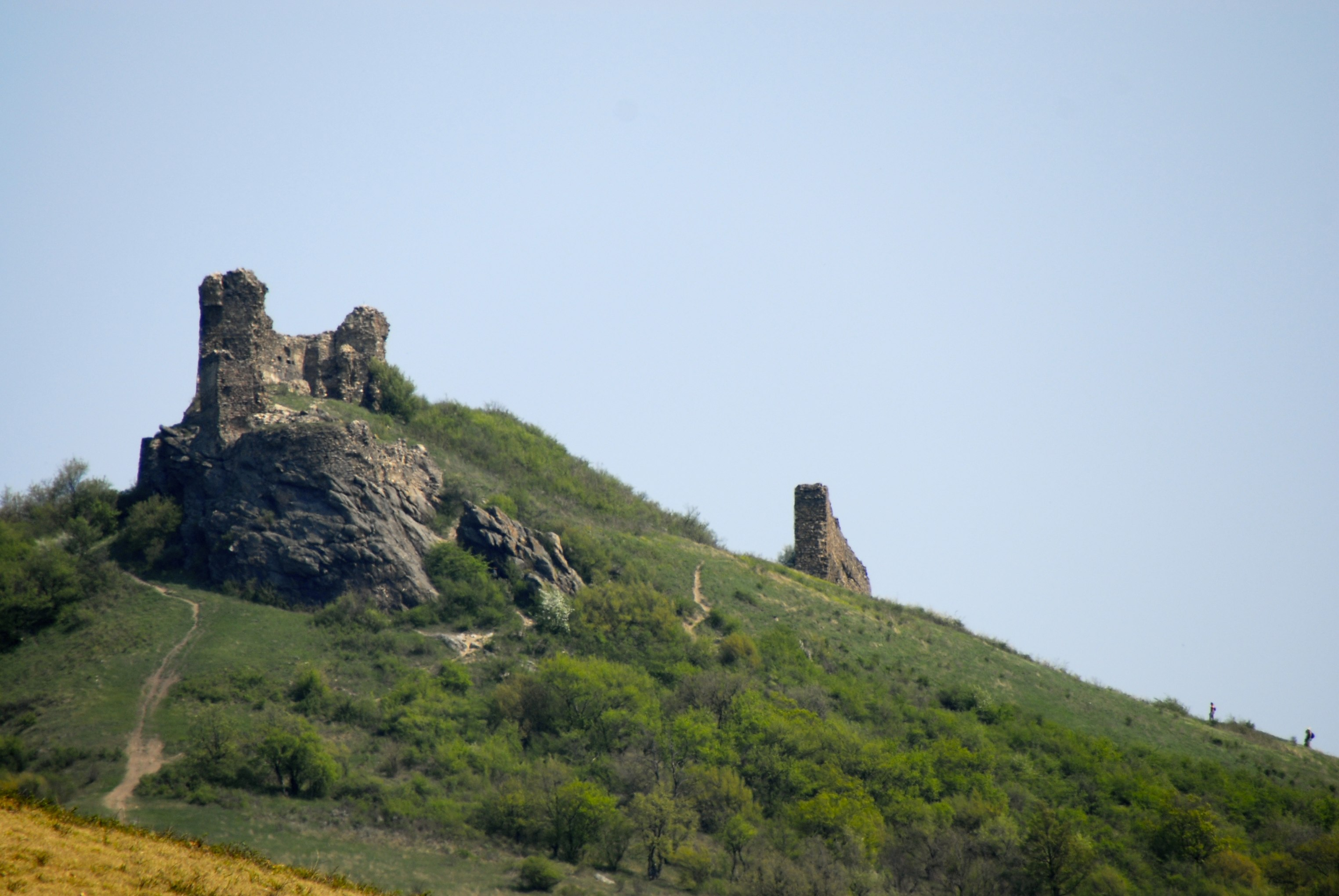
Burgruine Șiria, 2009

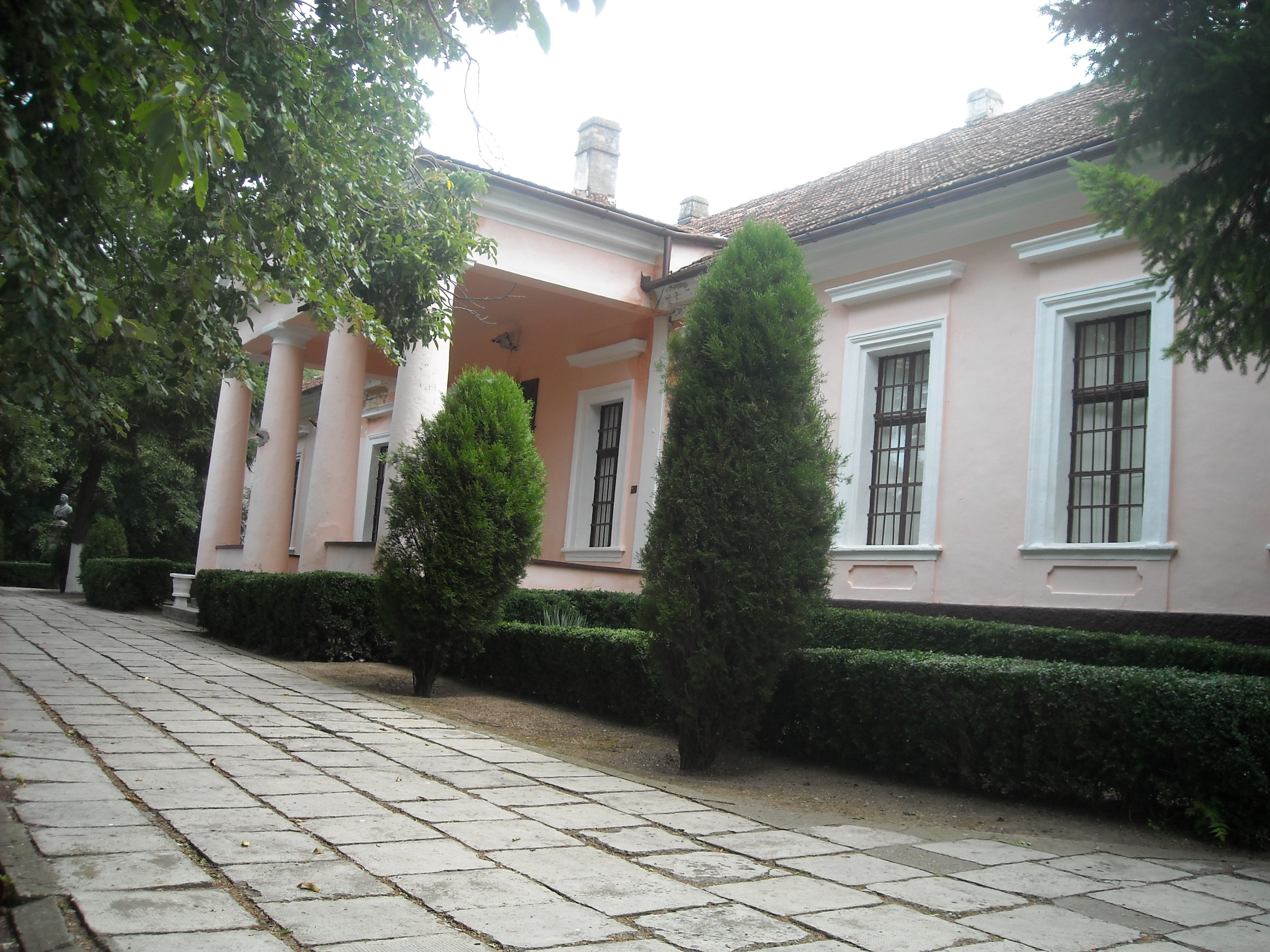
Kastell Bochus in Șiria, 2010

Auf dem Gebiet der heutigen Gemeinde gab es schon 1169 einen Ort mit dem Namen „Villa Siri“. Urkundlich wurde Világosvár 1326 erwähnt, womit die Burg Világos, heute Burgruine Șiria, gemeint war. Im Jahr 1444 ging die Burg Világos mit dem Gut Șiria („castrum Világosvár cum oppido Syry“) für kurze Zeit in den Besitz von Johann Hunyadi. Im Jahr 1778 gehörte der gesamte Marktflecken mit seinen Feldern und der Hälfte des Dorfes Galșa der aus der Slowakei stammenden Arader Adelsfamilie László Bohus. Ab 1745 war Șiria Sitz des Komitats Zaránd. Bei der Komitatsreform von 1876 wurde das Zaránder- mit dem Hunyader Komitat zusammengelegt. Nach der Eingliederung an Rumänien 1918 blieb es vorerst Bezirksitz. Erst nach der Verwaltungsreform von 1968 wurde Șiria Gemeindesitz.

### Kastell Bohus
In der ersten Hälfte des 19. Jahrhunderts ließ die Familie Bohus das aus 30 Räumen bestehende Kastell errichten: 1824 entstand das „untere Kastell“ und 1834 inmitten einer großen Parkanlage das „obere Kastell“. Dieses spielte während der Ungarischen Revolution von 1848/49 eine bedeutende Rolle. Zur Niederschlagung der Revolution drangen die Österreicher von Westen her gegen die aufständischen Ungarn vor. Zar Nikolaus I. kam von Osten dem bedrängten österreichischen Kaiser zu Hilfe. Lajos Kossuth dankte ab und floh in die Türkei. Heerführer der Honveds, General Artúr Görgey streckte am 13. August 1849 in Világos vor den russischen Truppen unter General Rüdiger die Waffen. Im Saal der heutigen Bibliothek wurde die bedingungslose Kapitulation der ungarischen Revolutionäre unterzeichnet.
Im Kastell ist seit 1960 die Gedenkstätte Ioan Slavici eingerichtet.

### Festung Șiria
Teil der Geschichte von Șiria ist die Geschichte der Burgruine aus dem 13. Jahrhundert. Im Jahr 1444 ging die Burg für kurze Zeit in den Besitz von Johann Hunyadi, um in der zweiten Hälfte des 15. Jahrhunderts an Matthias Corvinus überzugehen. Von 1461 bis 1464 gehörte die Festung dem Haus Báthory. Während des Bauernaufstands unter György Dózsa wurde die Festung 1514 vorübergehend von den Aufständischen belagert. Von 1599 bis 1600 diente sie Mihai Viteazul als Garnison. Zwischen 1607 und 1693 war die Festung von den Osmanen besetzt. Aus strategischen Gründen zerstörte die Habsburger Armee die Festung im Jahr 1784. Heute ist die Burgruine (⊙) ein beliebtes Ausflugsziel.

## Kirche und Schule
In Șiria gab es bereits 1333 eine Pfarrei, die Emmerich Bohus 1753 wiedererrichten ließ. Schon nach der Ansiedlung der ersten Deutschen errichteten diese eine kleine katholische Kirche aus Holz und Lehm. Anstelle der alten Kirche wurde mit Hilfe des Barons Bohus und des Csanáder Bistums 1740 mit dem Bau einer neuen Kirche begonnen. Sie wurde am 15. Mai 1752 dem Heiligen Johannes von Nepomuk geweiht. Nachdem die Kirche am 21. August 1834 abgebrannt ist, ließ Johannes Bohus die heutige Kirche errichten, die am 5. Mai 1839 eingeweiht wurde.
Eine katholische Schule gab es bereits 1814 in Világos. Im Jahr 1852 gingen von den 157 deutschen schulpflichtigen Kindern 119 zur Schule. Heute gibt es in Șiria vier Schulen und vier Kindergärten.

## Bevölkerung
Die große Mehrheit der Bevölkerung Şirias bestand schon immer aus Rumänen. Hier wurde auch einer der bedeutendsten rumänischen Schriftsteller, Ioan Slavici (1848–1925), geboren.
Die Besiedlung der Ortschaft mit Deutschen fand zwischen 1722 und 1782 statt. Die ersten Angaben über hier niedergelassene österreichische Kriegsveteranen wurden schon 1720 gemacht. Zwischen 1724 und 1726 ließen sich 70 deutsche Familien nördlich vom rumänischen Dorf Șiria in dem Ortsteil Világos nieder. Etwa 50 bis 60 deutsche Familien kamen 1741 bis 1742 aus Hessen, aus dem Elsass, aus Baden und aus der Pfalz hinzu. Im 19. Jahrhundert zogen Deutsche aus den umliegenden Dörfern zu. Sie bewohnten mit den Ungarn, den als Világos benannten Ortsteil. Sowohl das rumänische Șiria als auch das ungarisch-deutsche Világos hatten ihre eigenen Ortsverwaltungen.

### Demografie
- 1880 lebten in Șiria 3610 Rumänen, 911 Ungarn, 771 Deutsche
- 1910 betrug die Zahl der Rumänen 4770, die der Ungarn 1524, die der Deutschen 997
- 1977 lebten in Șiria 3957 Rumänen, 792 Deutsche, 312 Ungarn, 585 Roma

## Wirtschaft

### Weinbau
Das Weinbaugebiet von Șiria war im 19. Jahrhundert das Zentrum des Arader Weinbaus. Die Weingärten waren mit Rebsorten wie Muskat Ottonel und Riesling bebaut. Winzer und Weinhändler ließen sich in Șiria nieder, das allmählich zum Zentrum der Verarbeitung, Lagerung und des Verkaufs von Wein wurde. Riesige Kellereien wurden gebaut. Ende des 19. Jahrhunderts entstand eine Likör- und eine Kognakfabrik Zwack und Unikum. Wein wurde auch zum Herstellen von Champagner aufgekauft. Dieser Aufschwung führte 1907 zum Bau einer elektrischen Bahn entlang der Weinbaugebiete von Arad nach Radna und Pâncota. Die elektrische Bahn war die erste ihrer Art in Südosteuropa. Diese Bahn ist heute noch in Betrieb.

### Tourismus
Nennenswerte touristische Ziele in Șiria sind:
- Burgruine Șiria
- Kastell Bohus
- Gedenkmuseum Ioan Slavici und Emil Montia
- Geburtshaus von Ioan Slavici
- Griechisch-Katholische Kirche des Heiligen Nepomuk
- Rumänisch-Orthodoxe Kirche der Heiligen Erzengel Michael und Gabriel

## Persönlichkeiten
- Ioan Slavici (1848–1925), Schriftsteller und Journalist